# روبرت غومر
روبرت غومر (بالإنجليزية: Robert Gomer؛ بالألمانية: Robert Gomer) هو كيميائي وفيزيائي أمريكي ونمساوي، ولد في 24 مارس 1924 في فيينا في النمسا، وتوفي في 12 ديسمبر 2016 في شيكاغو في الولايات المتحدة بسبب مرض باركنسون.